# Альберт фон Менсдорфф-Пуллі-Дітріхштейн
Граф Альберт фон Менсдорфф-Пуллі-Дітріхштейн (нім. Albert von Mensdorff-Pouilly-Dietrichstein, 5 вересня 1861 — 15 червня 1945) — австро-угорський дипломат та політик з родини Менсдорфф-Пуллі, син міністра іноземних справ Австрійської імперії Александра фон Менсдорфф-Пуллі та спадкоємиці роду Дітріхштейнів Александріни. Імперський таємний радник та камергер. Посол Австро-Угорщини у Великій Британії у 1904—1914 роках. Член палати панів райхсрату Цислейтанії від 1917 року. Комтур Тевтонського ордену. Великий землевласник Моравії та Богемії.
Представник Австрії під час її прийняття до Ліги Націй у 1920 році.

## Біографія
Альберт Віктор Юліус Йозеф Міхаель народився 5 вересня 1861 року в Лемберзі в родині генерал-губернатора Галичини Александра фон Менсдорффа-Пуллі та його дружини Александріни фон Дітріхштайн. Своє ім'я новонароджений отримав на честь двоюрідного дядька Альберта Саксен-Кобург-Готського, який був консортом Британської імперії.
Батько походив із лотаринзької родини, яка під час революційних подій емігрувала із Франції у 1790 році. Хлопчик мав старшого брата Гуго та сестру Марію, а за кілька років народилася молодша — Клотильда.
Александра за певний час перевели на службу до Буковини, а влітку 1865 року він виконував функції голови Ради міністрів Австрійської імперії. Також перебував на посаді міністра закордонних справ. Від 1870 служив намісником Богемії, де за кілька місяців помер. Александріна була останньою представницею роду Дітріхштейнів, через що її дітям дозволили приєднати прізвище Дітріхштейн та отримати князівський титул.
У віці 23 років Альберт вступив на дипломатичну службу, був аташе посольства в Парижі. У 1889-му переїхав до Лондона, де родинні зв'язки із королівською родиною та заслуги батька на цьому ж терені, забезпечили йому теплий прийом.
У травні 1896 року був присутнім на коронації російського імператора Миколи II, де на вечірньому прийомі сидів поміж Генріхом Ліхтенштейном та принцом Фюрстенбергом.
Від 1896 року перебував на посаді радника посольства у Великій Британії, а 6 травня 1904 року вручив вірчі грамоти як офіційний посол Австро-Угорщини. Вважався успішним та популярним дипломатом, особливо через політичну вагу, яку надавала дружба із королями Едуардом VII та Георгом V та виняткове місце при лондонському дворі. Його зусиллями відносини між двома країнами були дружніми. Проте англофілія принесла йому ворожнечу в певних колах Відня, на додаток до особистої критики ерцгерцогом Францем Фердинандом, який називав його «шутом англійського короля».
Під час Липневої кризи Альберт підтримував спроби уникнення конфлікту і слав відповідні телеграми до віденського двору. Після оголошення війни між Британією та Австро-Угорщиною був змушений виїхати з Лондона. Перед його від'їздом місцевою аристократією був влаштований бенкет на його честь. Графу було надано спеціальний корабель, який доправив його до Голандії, звідки той повернувся до Відня.
Він передбачав, що світова війна призведе до зміцнення соціалізму та послаблення монархій. У грудні 1917 року зустрічався із Яном Смутсом в Женеві, проте переговори виявилися безуспішними.
Після Першої світової повернувся до Відня, брав участь у мирних переговорах, у 1918 році був одним із кандидатів на посаду міністра іноземних справ Австро-Угорщини, але через надмірне, за думкою Берліна, англофільство обраний не був. У 1919 році пішов з державної служби, однак представляв Австрію під час її прийняття до Ліги Націй у 1920 році, а також вів переговори щодо Женевського протоколу 1922 року про займи для Австрії, які зрештою дозволили швидко відновити економіку Австрії після війни.
У відставці проживав у Відні, але кілька разів відвідував Велику Британію.
Помер у досить скромних умовах в поважному віці 15 червня 1945 року після інсульту.

## Приватне життя
Одруженим не був. Дітей не мав.
У лютому 1899 року газети писали про його можливе одруження із принцесою Беатрисою Британською, молодшою донькою королеви Вікторії.Офіційно інформація підтверджена не була.